# Marumba michaelis
Marumba michaelis är en fjärilsart som beskrevs av Charles Oberthür 1886. Marumba michaelis ingår i släktet Marumba och familjen svärmare. Inga underarter finns listade i Catalogue of Life.